# 10番街 (マンハッタン)
座標: 北緯40度46分13秒 西経73度59分16秒 / 北緯40.770386度 西経73.987645度

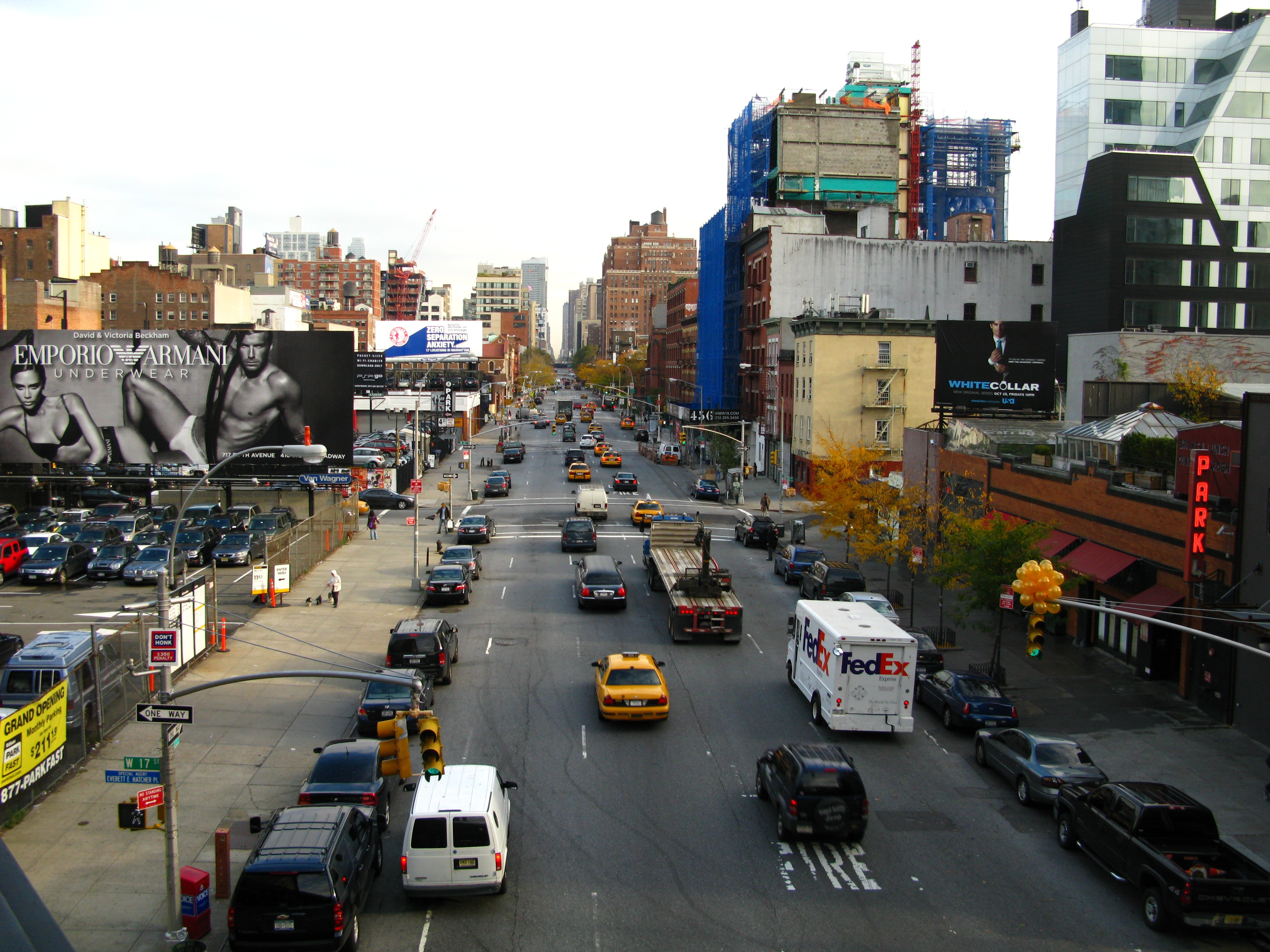
ハイラインから見た10番街の17丁目付近

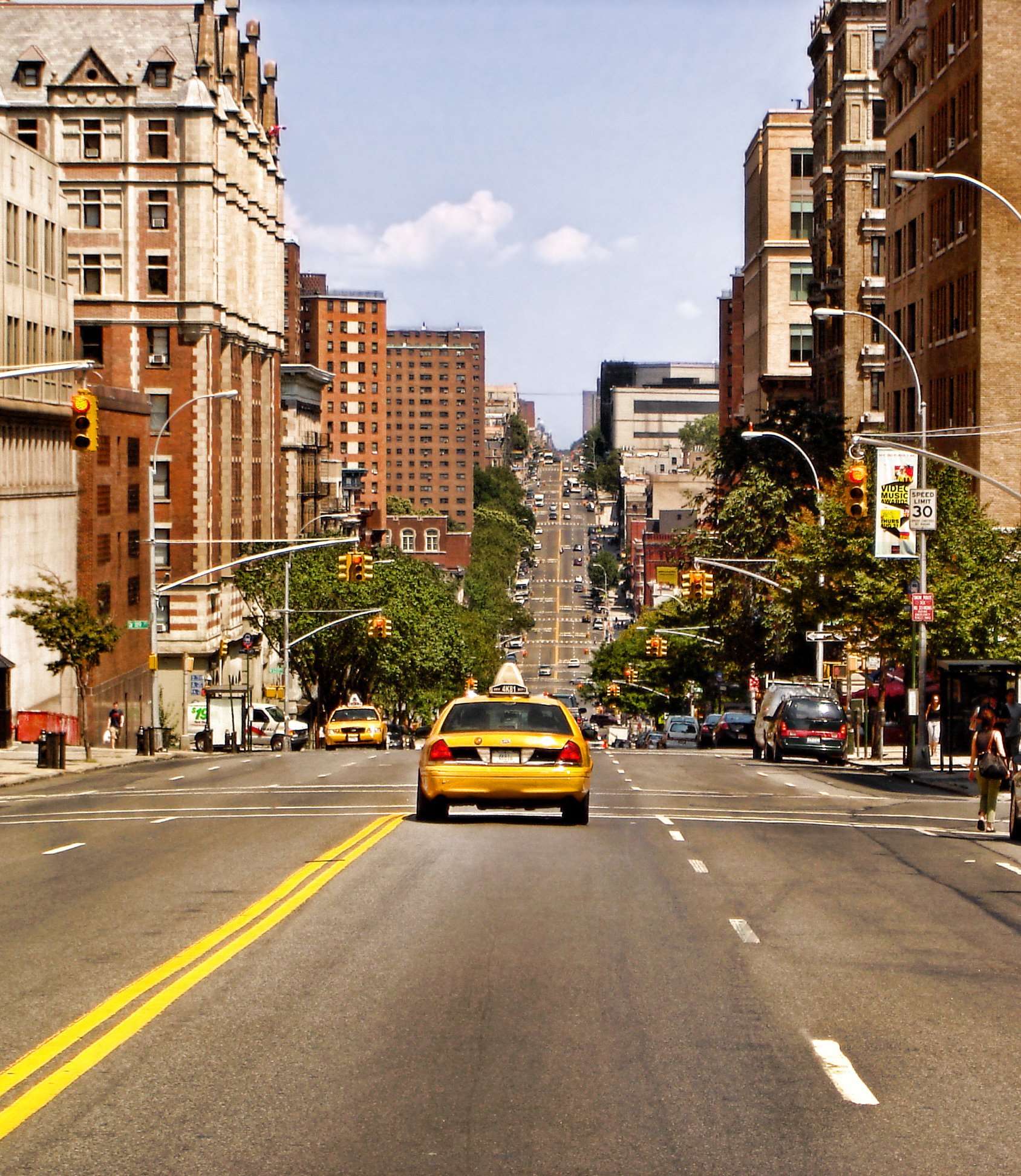
120丁目から北のハーレム方向を見たアムステルダム・アベニュー

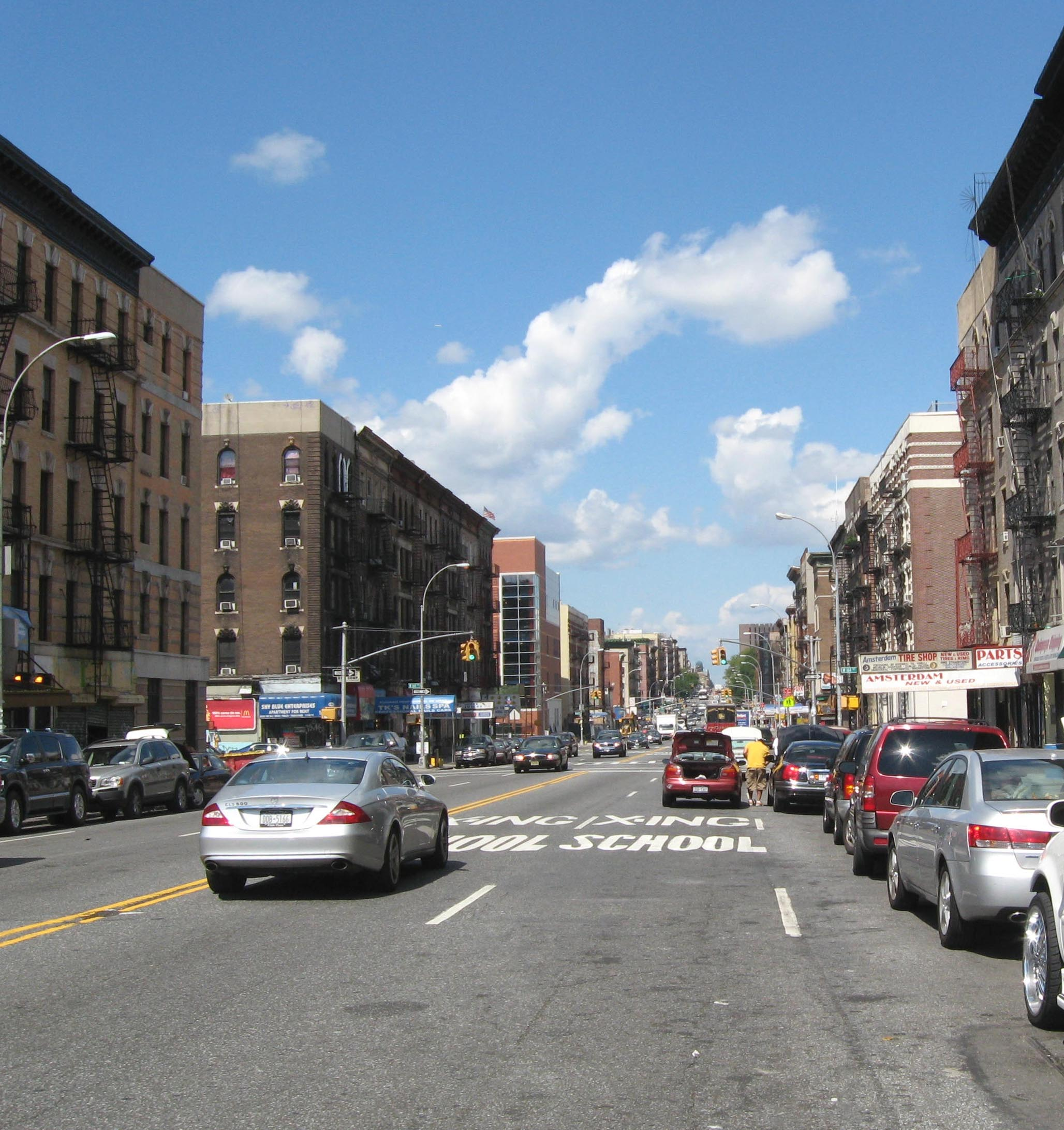
ワシントンハイツの164丁目付近のアムステルダム・アベニュー

10番街（Tenth Avenue）は、ニューヨーク市マンハッタンのウエストサイドを南北に走る大通りである。59丁目より北の区間ではアムステルダム・アベニュー (Amsterdam Avenue) に名前が変わる。この通りは主に北（アップタウン）方向への一方通行であり、西110丁目（カセドラル・パークウェイ、Cathedral Parkway）より北では両方向通行となる。

## 地理
10番街と11番街はウエスト・ヴィレッジ / ミートパッキング・ディストリクトのガンゼヴォート・ストリートの1ブロック下がその南端である。一番南の区間（14丁目の南の4ブロック）では10番街は南への一方通行となっている。14丁目から北では10番街は45ブロックに渡り北行きの一方通行となる。西59丁目から北はアムステルダム・アベニューに名前が変わるが、カセドラル・パークウェイまでは北行きの一方通行が続く。カセドラル・パークウェイより北の区間では両方向通行となっている。
アムステルダム・アベニューは59丁目から129ブロック続き、西190丁目からハイブリッジ・パークに突き当たるまでの少しの区間ではフォート・ジョージ・アベニュー（Fort George Avenue）に名前が変わる。イェシーバー大学のWilf Campusの前を通過する184丁目から186丁目の区間は南北両方向とも道路が1車線に狭まる。ハイブリッジ・パークによって一時道が途切れるが、公園を過ぎると再び道は同じ延長線上から再開する。ここからの区間では再び10番街という名前に戻り、1マイルも行かないうちに北端に達する。この区間の南端はディックマン・ストリートとハーレム・リバー・ドライブの北端が合流する交差点であり、北端は西218丁目とブロードウェイ（この区間では国道9号線も合流している）の交差点である。この地点はほぼマンハッタン島の最北端であり、ここから2ブロック先でブロードウェイはブロードウェイ橋を渡りブロンクスに入る。

## 歴史
10番街はウエストサイド・マンハッタンのチェルシーとヘルズ・キッチンのネイバーフッドを、アムステルダム・アベニューはアッパー・ウエスト・サイド、ハーレム そしてワシントンハイツを走る大通りとして建設された。20世紀の長らくはこれらの区間の大部分は労働者や貧困層の生活するエリアであった。20世紀初頭、この通りは商業用の車両と鉄道路線が走っていた。19世紀にはウエストサイド線がこのアベニューに沿って走っており、"10番街カウボーイ"（Tenth Avenue Cowboy）という馬に乗って併用軌道の列車が近付いてくると通行人に道を空けるよう知らせる役目の仕事があった。
"アムステルダム・アベニュー"は17世紀初頭にオランダの統治下にあったニューヨークの旧称ニューアムステルダムの名前を残すために付けられた。Sanna FeirsteinのNaming New Yorkによると
現在アムステルダム・アベニューと呼ばれる59丁目からフォート・ジョージ・アベニューまでの区間は、1811年委員会計画で10番街という名前で計画され、1816年に開通した。1890年になってアッパー・イースト・サイドの宅地開発の宣伝のためにこの通りに新しい名前を付けることが協議され、新しい街（"the New City"）そして新しいニューアムステルダム（"new, New Amsterdam"）を建設するという意味合いも含めてこの区間をアムステルダム・アベニューと呼ぶことになった。—
10番街とアムステルダム・アベニューは二段階に分けて車線の半分を南行きの道路に変換した。ブロードウェイとの交差点の南は1948年11月6日に、残りの110丁目までは1951年12月6日に両方向通行道路へと変換された。こうしてアムステルダム・アベニューは110丁目よりも北は現在でも両方向通行のままである。
20世紀後半の不動産ブームの間に、この通りの59丁目から100丁目の区間はニューヨークで最も高級な住宅街へと変貌した。

## 交通機関
ニューヨーク市地下鉄7系統の延伸計画では、7 <7>トレインを34丁目駅まで延伸する途中に10番街駅を設ける計画があったが、2007年に撤回された。

## 名所
- セント・ジョン・ザ・ディヴァイン大聖堂
- ニューヨーク市立大学シティ・カレッジ
- コロンビア大学
- エンパイア・ディナー（英語版）
- 総合神学校（英語版）
- ハイライン
- ハドソン・ヤード再開発プロジェクト（英語版）
- ジョン・ジェイ・カレッジ（英語版）
- ラガーディア高校（英語版）
- リンカーンセンター
- マンハッタン・プラザ（英語版）
- マーティン・ルーサー・キング・ジュニア教育キャンパス（英語版）
- MiMA（英語版）
- ニューヨーク・プレスビテリアン医療センター（英語版）
- シャーマン・スクエア（英語版）
- セント・ルークズ・ルーズベルト病院センター（英語版）
- ヴェルディ・スクエア（英語版）
- ウエスト・パーク長老派教会（英語版）
- イェシーバー大学

## ポピュラーカルチャーにおける10番街
- ミュージカル『オン・ユア・トウズ（英語版）』（1936）では、「10番街の殺人」というダンスナンバーが使われている。これは後に映画化・テレビ化されニューヨーク・シティ・バレエによる公演も行われた。
- ミュージカル映画『ワーズ&ミュージック』（1948）にも、「10番街の殺人」のダンスシーンがある。
- 「10番街の殺人」は、1957年の犯罪映画（英語版）のタイトルやミック・ロンソンの1974年のアルバム（英語版）・タイトルにも使われている。
- 『ママと恋に落ちるまで』では、主人公のテッド・モズビーがかつてアムステルダム・アベニューの75丁目の角の近くに住んでいたと語るシーンがある。
- ドナルド・E・ウェストレイクの犯罪小説シリーズ『ドートマンダー』では、架空のギャングたちの集い場OJ・バー＆グリルはアムステルダム・アベニューにあることになっている。
- TVドラマ・シリーズ『SUITS/スーツ』の「昇進への切符（Asterisk）」の回では、マイク・ロスが「10番街の外れにアパートを借りる」と語り同僚に「防弾チョッキを着ていくのか？」と返されるシーンがある。